# Peugeot Typ 23
Der Peugeot Typ 23 ist ein frühes Automodell des französischen Automobilherstellers Peugeot, von dem von 1898 bis 1901 im Werk Audincourt 10 Exemplare produziert wurden.
Die Fahrzeuge besaßen einen Zweizylinder-Viertaktmotor eigener Fertigung, der im Heck liegend angeordnet war und über Kette die Hinterräder antrieb. Der Motor leistete zwischen 6 und 8 PS.
Bei einem Radstand von 145 cm betrug die Fahrzeuglänge 250 cm und die Fahrzeughöhe 150 cm. Die Karosserieform Wagonnette bot Platz für sechs Personen.